# Honda Quint
L'Honda Quint est une automobile de classe compacte fabriqué par le constructeur japonais Honda de 1980 à 1985. Elle a été produite afin de compléter la gamme des compactes de la marque. L'Honda Civic, qui sera elle aussi une compacte, ne possédera que trois portes, alors que la Quint en possède cinq. Elle était produite dans l'usine Honda de la ville de Suzuka. En plus d'être commercialisé au Japon, elle sera également exportée en Asie du Sud-Est et en Europe sous le nom de Honda Quintet. À partir de 1983, elle a également été vendue en Australie sous le nom de Rover Quintet.
Elle sera principalement remplacée par l'Honda Integra.

## Historique
- Février 1980 : début de la commercialisation au Japon ;
- Juin 1980 : ajout du toit ouvrant en option ;
- Septembre 1981 : lifting mineur ;
- 1983 : commercialisation en Australie sous le nom de Rover Quintet ;
- Février 1985 : arrêt définitif de la production et commercialisation.

Rover Quintet
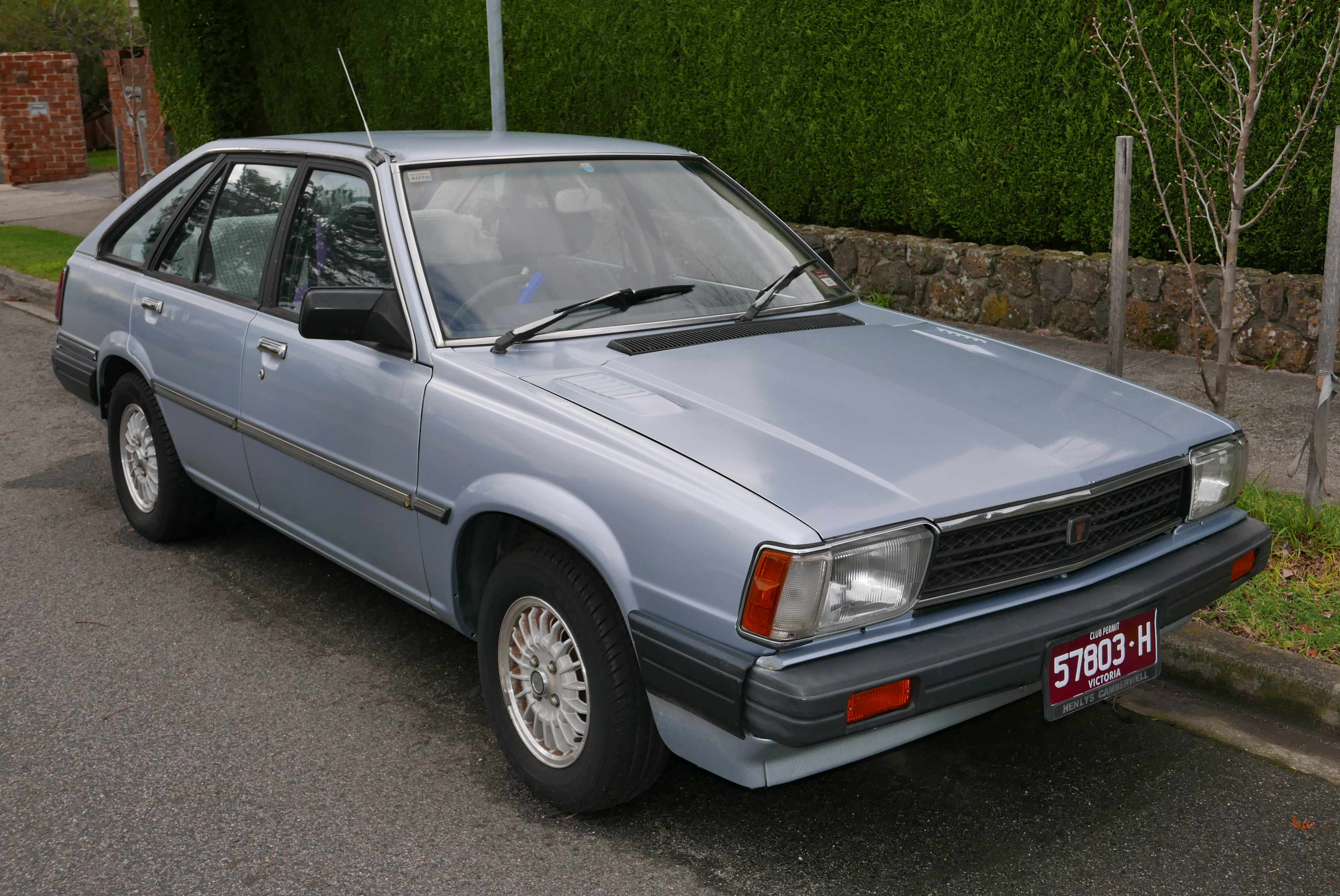
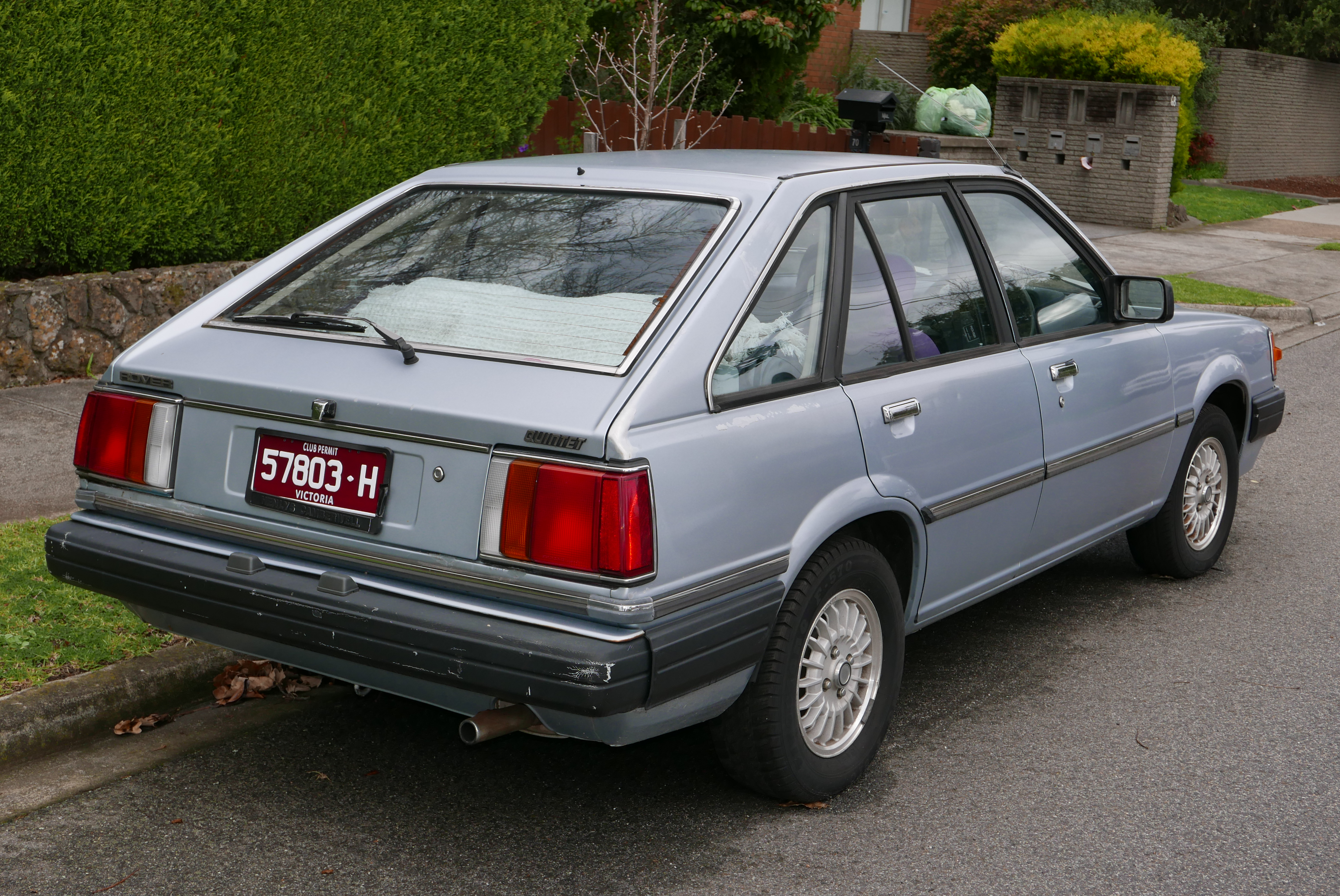

## Caractéristiques

### Mécanique
Les freins sont hydrauliques ; l'avant était muni de disques tandis qu'à l'arrière étaient installés des tambours.
Les suspensions avants étaient indépendantes avec des amortisseurs type McPherson, des ressorts hélicoïdaux et une barre anti-roulis. Les suspensions arrière étaient uniquement des ressorts hélicoïdaux avec une barre anti-roulis.
Les pneus avant et arrière avaient comme dimension 155/- R13.

### Chaîne cinématique

#### Moteurs
Les Quint et Quintet n'auront eu qu'un seul moteur disponible. Ce sera un quatre cylindres essence de la marque Honda, à carburateur Keihin 20-26 faisant 1,6 litre de cylindrée et développant 80 ch. En fonction de la norme industrielle japonaise, la Quint est considéré comme ayant une puissance de 90 ch. Les données ci-dessous sont les normes européennes. Elle avait une autonomie de 632 km
| Modèle        | Construction | Moteur + Nom                             | Cylindrée         | Performance                  | Couple                 | 0 à 100 km/h | Vitesse maxi | Consommation + CO2    |
| Honda Quint   | 1980 - 1985  | 4 cylindres en ligne Honda Type-E - CVCC | 1 602 cm3 (1,6 L) | 59 kW (80 ch) à 5 500 tr/min | 127 N m à 3 500 tr/min | 12,3 s       | 160 km/h     | 7,9 l/100 km ... g/km |
| Rover Quintet | 1983 - 1985  | 4 cylindres en ligne Honda Type-E - CVCC | 1 602 cm3 (1,6 L) | 59 kW (80 ch) à 5 500 tr/min | 127 N m à 3 500 tr/min | 12,3 s       | 160 km/h     | 7,9 l/100 km ... g/km |

#### Boîte de vitesses
Les Quint et Quintet seront équipées d'une boîte de vitesses manuelle à cinq rapports ou, en option, une boîte semi-automatique à deux rapports. Celle-ci sera modifiée en 1982 afin de passer de deux à trois rapports.

### Options et accessoires

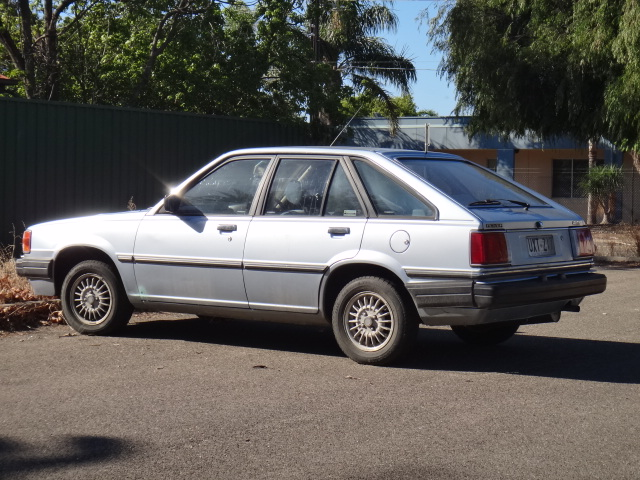

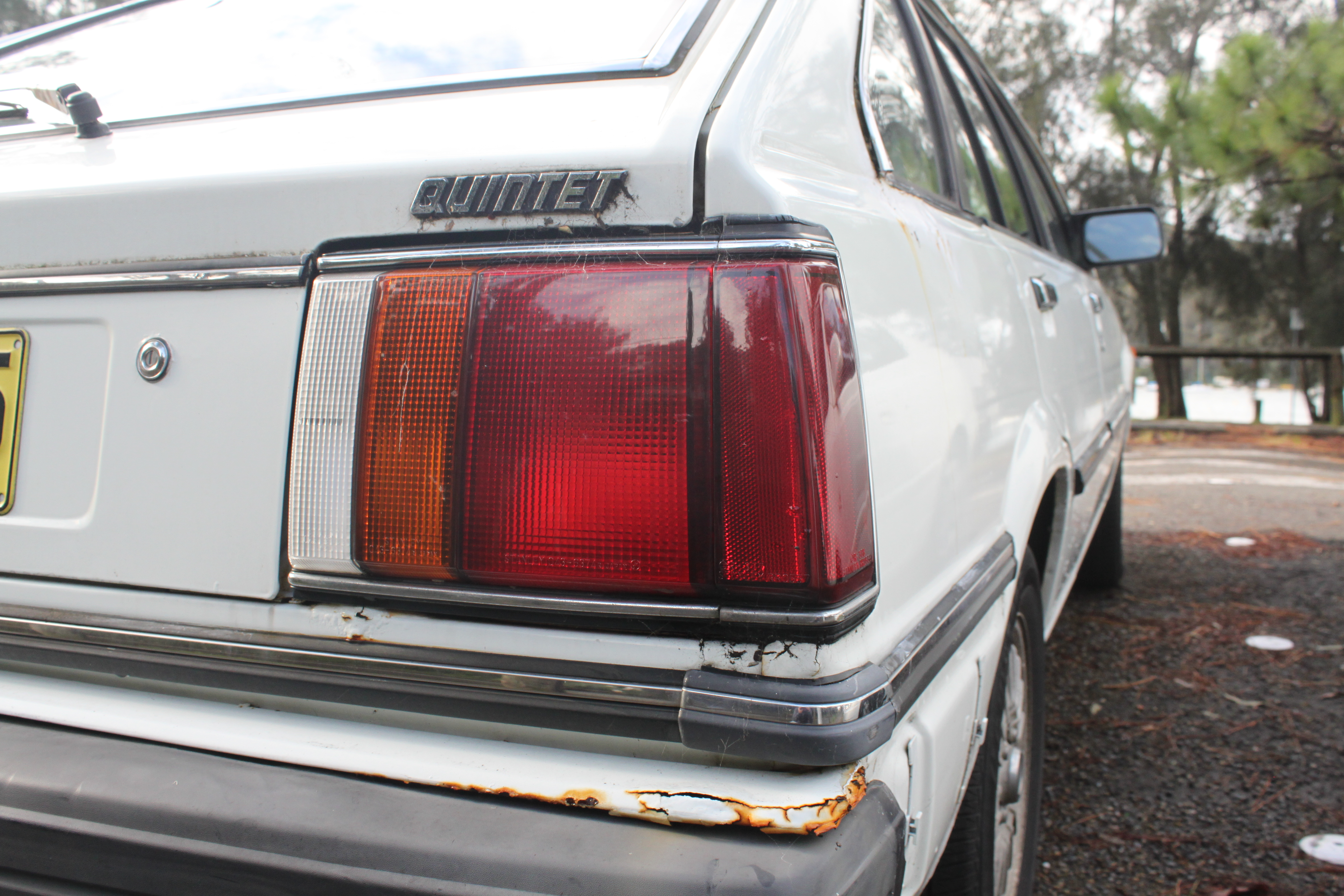
Détail du feu arrière.

Les modèles haut de gamme avaient la climatisation, le verrouillage centralisé, les vitres électriques et le toit ouvrant électrique.
Le réservoir a une capacité de carburant de 50 litres.